# Elezioni presidenziali in Brasile del 1985
Le elezioni presidenziali in Brasile del 1985 si sono tenute il 15 gennaio. Ultime a tenersi sotto la dittatura militare e a prevedere l'elezione indiretta del presidente da parte di un collegio elettorale, esse videro la vittoria di Tancredo Neves. Quest'ultimo tuttavia si ammalò gravemente alla vigilia dell'inaugurazione del suo mandato, prevista per il 15 marzo, e morì prima di potersi insediare ufficialmente. Gli subentrò pertanto il vicepresidente José Sarney.